# Praxis (groupe)
Pour les articles homonymes, voir Praxis.
Praxis est un groupe de funk metal américain, produit par Bill Laswell. Praxis est essentiellement un projet du bassiste Bill Laswell qui compose la grande majorité des titres, même s'il ne joue pas sur tous les titres de tous les albums. Il s'est entouré du guitariste virtuose Buckethead et du pianiste Bernie Worrell ainsi que de Brain (Primus).

## Biographie

### Débuts
Bill Laswell utilise le nom de Praxis pour un EP solo enregistré pour Celluloid Records en 1984, simplement intitulé 1984.

### 1992–1996
Le premier album du groupe album, Transmutation (Mutatis Mutandis), publié en 1992, est bien accueilli par la presse spécialisée. Praxis est composé de Buckethead, du claviériste Bernie Worrell, du batteur Brain, du bassiste Bootsy Collins et d'Afrika Baby Bam alias AF Next Man Flip aux platines. Bill Laswell est producteur et compositeur de l'album. Praxis mêle des éléments de différents genres musicaux incluant funk, jazz, hip-hop et heavy metal dans une musique improvisée. La chanson orientée P-funk Animal Behavior, chantée par Collins, est publiée comme single.
Leur album qui suit, Sacrifist, est publié deux ans plus tard au label de Laswell, Subharmonic, et fait participer plusieurs musiciens comme le saxophoniste John Zorn, le batteur Mick Harris de Painkiller, et des membres du groupe Blind Idiot God. L'album orienté death metal n'est pas acclamé à ses débuts. La même année sort l'album Metatron en trio composé de Buckethead, Laswell et Brain, qui comprend la chanson Wake the Dead. En 1996, le groupe tourne en Europe et enregistre deux albums live intitulés Live in Poland et Transmutation Live comprenant des concerts tournés à Zurich et Varsovie. Les albums font participer Invisibl Skratch Piklz. Après ces concerts, le groupe se sépare.

### 1997–2004
En 1997, Bill Laswell réédite l'EP 1984 sous le nom de Praxis. Il est suivi par l'album Mold avec Pat Thrall, Peter Wetherbee et Alex Haas à la place de Buckethead, Bryan Mantia et Bernie Worrell respectivement. L'album est un album remix avec Wetherbee. En 1998, Laswell contribue avec la chanson Dreadnot à la compilation Abstract Depressionism. La même année, la première compilation comprend deux chansons de l'album de Death Cube K, Dreamatorium (Death Cube K est une anagramme de Buckethead). En 1999, une version retravaillée de Live in Poland est publiée sous le titre Warszawa.

### 2004–2010
Les membres originaux se réunissent en 2004. Laswell commence à travailler sur l'album Profanation (Preparation for a Coming Darkness), mais leur label (Sanctuary) repoussera l'album pour trois ans au moins. En 2005, Transmutation Live est réédité sous le titre Zurich. Un autre album live intitulé Tennessee 2004 est publié en 2007. Le 1er janvier 2008, l'album Profanation (Preparation for a Coming Darkness) est publié au Japon et fait participer Serj Tankian, Mike Patton et Iggy Pop.

### Séparation (2011)
Au début de 2011, Profanation est réédité sur le nouveau label de Bill Laswell, M.O.D. Technologies. Plus tard dans le mois, Bill Laswell annonce la séparation définitive du groupe.
M.O.D. Technologies a aussi sa version vinyle de Profanation annoncée pour avril 2013.

## Discographie

### Albums studio
- 1992 : Transmutation (Mutatis Mutandis)
- 1993 : Sacrifist
- 1994 : Metatron
- 1998 : Mold
- 2008 : Profanation (Preparation for a Coming Darkness)

### Singles
- 1992 : Animal Behavior

### EPs et compilations
- 1984 : 1984
- 1992 : A Taste of Mutation
- 1998 : Collection
- 2015 : Sound Virus

### Albums live
- 1997 : Live in Poland
- 1997 : Transmutation Live
- 1999 : Warszawa
- 2005 : Zurich
- 2007 : Tennessee 2004